# CR358 (Luxemburg)
De CR358 (Chemin Repris 358) is een verkeersroute in Luxemburg tussen Haller (CR128) en de Duitse grens bij de Duitse plaats Wallendorf. De route heeft een lengte van ongeveer 17 kilometer.

## Routeverloop
De route begint in het kanton Echternach in de plaats Haller en gaat vervolgens eerst richting het westen naar Medernach. Vlak voor Medernach daalt de route in hoogte met gemiddeld 8%. Tot dit stuk is de route licht golvend zonder steilere stijgingen of dalingen. Vanaf Medernach gaat de route vervolgens naar het noorden en daarna naar het noordoosten richting Reisdorf. Dit gedeelte van de route is redelijk vlak mede veroorzaakt doordat de route naast een beek ligt.
In Reisdorf is de route tussen de CR128 en de N10 ingericht als eenrichtingsverkeersweg richting het zuiden over ongeveer 200 meter. Verkeer richting het noorden kan gebruik maken van de CR128 en de N10. In Reisdorf gaat de route voor een stukje mee over de N10 en over de rivier de Sûre om vervolgens zelfstandig richting het oosten te gaan, naar de Duitse grens. Doorgaand verkeer tussen Reisdorf en het Duitse Wallendorf zal sneller gebruik maken van de N10 en de CR358a.

## Plaatsen langs de CR358
- Haller
- Savelborn
- Medernach
- Ermsdorf
- Reisdorf

## CR358a
De CR358a is een verbindingsweg tussen Wallendorf-Pont en het Duitse Wallendorf. De route van ongeveer 140 meter verbindt de N10 met de Duitse plaats en de daarbij behorende wegen: K5 en L6. De route gaat met een brug over de rivier de Sûre.
CR101 ·
CR102 ·
CR103 ·
CR104 ·
CR105 ·
CR106 ·
CR107 ·
CR108 ·
CR109 ·
CR110 ·
CR111 ·
CR112 ·
CR113 ·
CR114 ·
CR115 ·
CR116 ·
CR117 ·
CR118 ·
CR119 ·
CR120 ·
CR121 ·
CR122 ·
CR123 ·
CR124 ·
CR125 ·
CR126 ·
CR127 ·
CR128 ·
CR129 ·
CR130 ·
CR131 ·
CR132 ·
CR133 ·
CR134 ·
CR135 ·
CR136 ·
CR137 ·
CR138 ·
CR139 ·
CR140 ·
CR141 ·
CR142 ·
CR143 ·
CR144 ·
CR145 ·
CR146 ·
CR147 ·
CR148 ·
CR149 ·
CR150 ·
CR151 ·
CR152 ·
CR153 ·
CR154 ·
CR155 ·
CR156 ·
CR157 ·
CR158 ·
CR159 ·
CR160 ·
CR161 ·
CR162 ·
CR163 ·
CR164 ·
CR165 ·
CR166 ·
CR167 ·
CR168 ·
CR169 ·
CR170 ·
CR171 ·
CR172 ·
CR173 ·
CR174 ·
CR175 ·
CR176 ·
CR177 ·
CR178 ·
CR179 ·
CR180 ·
CR181 ·
CR182 ·
CR183 ·
CR184 ·
CR185 ·
CR186 ·
CR187 ·
CR188 ·
CR189 ·
CR190
CR200 ·
CR201 ·
CR202 ·
CR203 ·
CR204 ·
CR205 ·
CR206 ·
CR207 ·
CR208 ·
CR210 ·
CR211 ·
CR212 ·
CR213 ·
CR215 ·
CR216 ·
CR217 ·
CR218 ·
CR219 ·
CR220 ·
CR221 ·
CR222 ·
CR223 ·
CR224 ·
CR225 ·
CR226 ·
CR227 ·
CR228 ·
CR229 ·
CR230 ·
CR231 ·
CR232 ·
CR233 ·
CR234
CR301 ·
CR302 ·
CR303 ·
CR304 ·
CR305 ·
CR306 ·
CR307 ·
CR308 ·
CR309 ·
CR310 ·
CR311 ·
CR312 ·
CR313 ·
CR314 ·
CR315 ·
CR316 ·
CR317 ·
CR318 ·
CR319 ·
CR320 ·
CR321 ·
CR322 ·
CR323 ·
CR324 ·
CR325 ·
CR326 ·
CR327 ·
CR328 ·
CR329 ·
CR330 ·
CR331 ·
CR332 ·
CR333 ·
CR334 ·
CR335 ·
CR336 ·
CR337 ·
CR338 ·
CR339 ·
CR340 ·
CR341 ·
CR342 ·
CR343 ·
CR344 ·
CR345 ·
CR346 ·
CR347 ·
CR348 ·
CR349 ·
CR350 ·
CR351 ·
CR352 ·
CR353 ·
CR354 ·
CR355 ·
CR356 ·
CR357 ·
CR358 ·
CR359 ·
CR360 ·
CR361 ·
CR362 ·
CR364 ·
CR365 ·
CR366 ·
CR367 ·
CR368 ·
CR369 ·
CR370 ·
CR371 ·
CR372 ·
CR373 ·
CR374 ·
CR375 ·
CR376 ·
CR377 ·
CR378 ·
CR379
Routes die cursief vermeld staan, zijn voormalige routes.